# 安定門街道
安定門街道(あんていもんかいどう)とは北京市東城区の北西部に位置する街道である。面積は1.76ｍ2，人口は5.64万人である（2006年末）。

## 沿革
1954年に永康街道と頭条街道が合併して永康街道が設置され、
車輦店街道と小経廠街道が合併して車輦店街道が設置された。
1958年に由永康街道、車輦店街道、宝鈔街道が合併して安定門街道になった。
1960年に公社に改変され，1990年に再び街道となった。

## 社区
9つの社区が存在して以下のとおりである。
- 頭条社区
- 北鑼鼓巷社区
- 国子監社区
- 鐘楼湾社区
- 宝鈔南社区
- 五道営社区
- 分司庁社区
- 国旺社区
- 花園社区

## 名勝
- 国子監（中国語版）
- 孔廟（中国語版）
- 鼓楼和鐘楼（中国語版）